# Sân bay Yoshkar-Ola
Sân bay Yoshkar-Ola (IATA: JOK, ICAO: UWKJ) là một sân bay ở Yoshkar-Ola, Mari El, Nga.

## Hãng hàng không và điểm đến
| Hãng hàng không | Các điểm đến                     |
| --------------- | -------------------------------- |
| RusLine         | Moskva–Vnukovo, Saint Petersburg |

## Thống kê
Nguồn: